# Amedee Reyburn
Amedee Valle Reyburn, Jr. (* 25. März 1879 in St. Louis, Missouri; † 10. Februar 1920) war ein US-amerikanischer Schwimmer und Wasserballspieler.

## Karriere
Reyburn nahm 1904 an den Olympischen Spielen teil. In St. Louis war er Teil des Teams des Missouri Athletic Club und gewann mit diesem Bronze über 4 × 50 Yards Freistil. Auch in der Demonstrationssportart Wasserball sicherte sich der US-Amerikaner mit seiner Mannschaft Bronze.
Er starb 1920 bei einem Flugzeugabsturz.